# Ван Дедем ван де Гельдер, Антуан Бодуэн Гисбер
Антуан Бодуэн Гисбер Ван Дедем ван де Гельдер (24 августа 1774, Вена или замок Гельдер, Голландия — 14 августа 1825, Пьевепелаго, Италия) — французский и нидерландский военачальник эпохи наполеоновских войн, генерал-лейтенант (1814, подтверждено в 1816).

## Биография
Сын барона (с 1811 года — графа) Фредерика Гисбера Ван Дедем ван де Гельдера (1743—1826), владельца замка Гельдер, видного голландского дипломата, посла в Константинополе (с 1785 по 1808, с перерывами) и французского сенатора в годы Первой империи.
В 1791 году вступил лейтенантом в голландскую армию. Вскоре после этого стал депутатом Генеральных штатов. В 1799—1810 годах был послом Нидерландов в Стокгольме, Париже, Штутгарте, Касселе, Берлине и Неаполе. В 1804 году произведён в чин генерал-майора. В эти годы Голландия фактически являлась сателлитом Франции, как и большинство стран где Ван Дедем ван де Гельдер служил послом.
В 1811 году, когда Голландия была напрямую аннексирована Францией, Ван Дедем перешел на французскую военную службу с чином бригадного генерала. Назначен командиром пехотной бригады в дивизии генерала Фриана из корпуса маршала Даву. Во главе бригады участвовал в Русском походе, в том числе в битве при Бородине, несмотря на то, что перед этим был ранен под Смоленском.
В 1813 году активно участвовал в сражениях в Германии. Шевалье Империи, офицер ордена Почётного легиона. В 1814 году воевал в Италии против австрийцев, командир пехотной бригады в дивизии генерала Грасьена.
После возвращения к власти Бурбонов уволен со службы как иностранец с присвоением следующего чина (генерал-лейтенант). В 1815-16 годах недолгое время снова служил во французской армии, после чего вышел в отставку. Все права на голландское дворянство были им утрачены после возвращения на французскую службу. Скончался бездетным.

## Награды
Легионер ордена Почётного легиона (26 марта 1813 года)
 Офицер ордена Почётного легиона (10 августа 1813 года)